# Eduardo Fasce Henry
Eduardo Fasce Henry , nació en 1945 en Hualqui, Gran Concepción. Es un médico cardiólogo chileno destacado a nivel nacional. Socio fundador de la Sociedad Chilena de Hipertensión. Editor de la única revista de Educación Médica editada en Chile.  Actual docente en la Universidad de Concepción. 

## Historia
Realizó sus estudios de enseñanza media en el Liceo Enrique Molina Garmendia. Estudió medicina en la Universidad de Concepción, egresando en el año 1971. Durante sus años en la universidad tuvo el cargo de ayudante de la Cátedra de Historia de la Ciencia del Dr. Desiderio Papp, el cual obtuvo por concurso entre los años 1963 y 1970. Durante este período desarrolló los siguientes seminarios: “Vitalismo y Mecanicismo”,  “La concepción entrópica del cosmos”, “Galileo Galilei y la ley de la caída libre”, “Teoría de los sistemas abiertos”, “Los microscopistas clásicos”, Harvey y la circulación sanguínea”, La trayectoria planetaria: de Ptolomeo a Einstein”.
Luego de egresado, en 1971 se incorpora como encargado de la docencia de la Facultad de Medicina de la Universidad de Concepción en el Hospital de Lota, ocupando además los cargos de Director del Servicio de Medicina y Director del Hospital hasta 1974, durante su estadía publica sus primeros trabajos: “Diagnóstico diferencial de Poliurias: caso clínico de Diabetes Insípida”, “El ECG patológico en afecciones cerebrovasculares”.
En 1974 se reincorpora al Departamento de Medicina Interna de la Universidad de COncepción en la sección de Cardiología. Aquí realiza las primeras pruebas de esfuerzo en cicloergómetro y obtiene Proyectos Fondecyt destinados al estudio epidemiológico de la hipertensión arterial, primero en el área urbana y más tarde en comunidades rurales, obteniendo premiaciones por ambos estudios. 
Realizó numerosos trabajos sobre terapia antihipertensiva presentados en Congresos dentro y fuera de Chile.
En el año 1990 obtiene por concurso el cargo de Instructor del Departamento de Psiquiatría en los años 1990 y 1991.
Fue socio fundador de la Sociedad Chilena de Hipertensión.
En consideración a estos trabajos la Sociedad Chilena de Cardiología y Cirugía Cardiovascular lo nominó en el año 2009 como el cardiólogo destacado del país, encomendándole la Conferencia “Dr. Zapata Díaz”, conferencia inaugural del Congreso chileno de esa especialidad.
En esa oportunidad obtuvo el premio Fundación de Cardiología al mejor trabajo de investigación en prevención de enfermedades cardiovasculares.
Junto a la Dra. Pilar Quiroga crea el primer Diplomado en Geriatría y Gerontología realizado en Chile.

## Educación Médica
-Primer trabajo nacional destinado a evaluar las habilidades de estudio independiente en alumnos de medicina sobre la base de módulos de autoinstrucción en Electrocardiografía los que dieron origen al libro “Autoaprendizaje de la Electrocardiografía” que lleva dos ediciones.

-Primer trabajo nacional sobre los efectos de la aplicación del Aprendizaje Basado en Problemas.

-Primera revista electrónica de medicina realizada en Chile sobre Hipertensión Arterial.

-Primer programa multimedia en medicina, también sobre hipertensión arterial.

-Primer estudio sobre educación médica a distancia.

-Socio fundador de la Sociedad Chilena de Educación en Ciencias de la Salud y primer vicepresidente.

-Editor de la única revista de Educación Médica editada en Chile que acaba de completar 10 años.

## Premios
-8 veces Premio Dr. Rodolfo Armas Cruz al mejor trabajo nacional sobre Educación Médica.

-Mejor trabajo en el Congreso de la Sociedad Española de Educación Médica.

-6 premios adicionales en Congresos de Educación Médica.

## Membresías
-Sociedad Internacional de Hipertensión

-Sociedad Americana de Hipertensión

-Sociedad Mundial para el Estudio de la Educación Médica

-Sociedad de Cardiología Geriátrica de USA

-Sociedad Americana de Cardiología

-Miembro de la Academia de Medicina del Instituto de Chile

-Socio Honorario de la Sociedad de Educación para las Ciencias de la Salud

-Sociedad Chilena de Medicina Interna

-Sociedad Chilena de Cardiología y Cirugía Cardiovascular

-Sociedad Chilena de Hipertensión

-Sociedad Médica de Concepción

-Profesor Emérito de la Universidad de Concepción